# 山口県道155号東浦西浦線
山口県道155号東浦西浦線（やまぐちけんどう155ごう ひがしうらにしうらせん）は、山口県柳井市を通る一般県道である。

## 概要
平郡島の平郡東港から平郡西港に至る。本路線は山口県および中国地方で最も南にある県道である。

### 路線データ
- 起点：柳井市平郡（平郡東港）
- 終点：柳井市平郡（平郡西港）

## 歴史
- 1960年代初頭（時期不明） - 路線認定[注釈 1]。
- 1972年（昭和47年）頃 - 現行の県道番号に変更される。

## 地理

### 通過する自治体
- 柳井市

### 沿線
- 平郡東港
- 平郡西港
- 柳井市立平郡東小学校
- 柳井市役所 平郡出張所